# Intertype

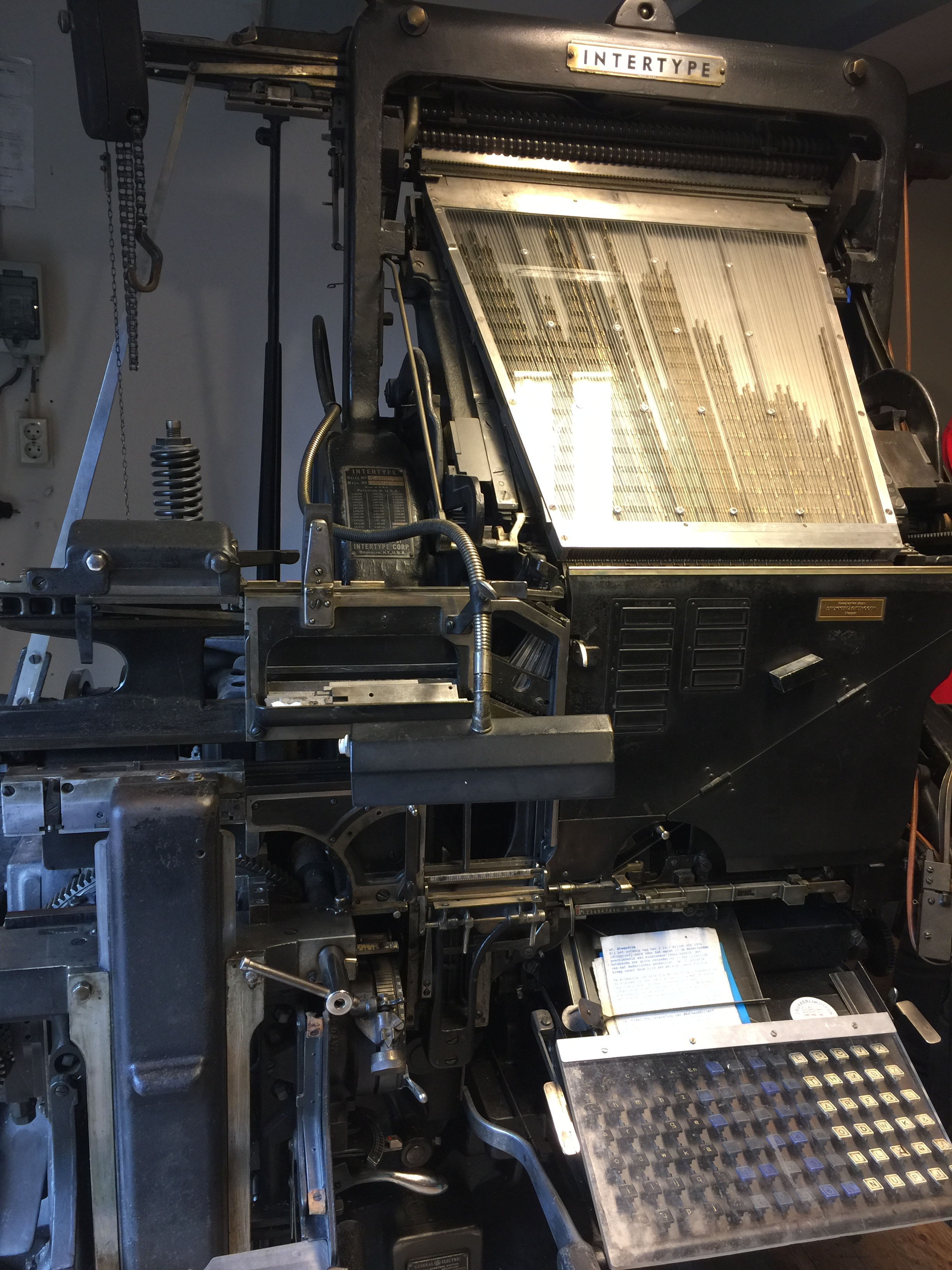
Intertype (Drukkerijmuseum Meppel)

Intertype is een zetmachine die kort na de Linotype werd ontwikkeld. De werking van de machine is vrijwel gelijk aan de Linotype.

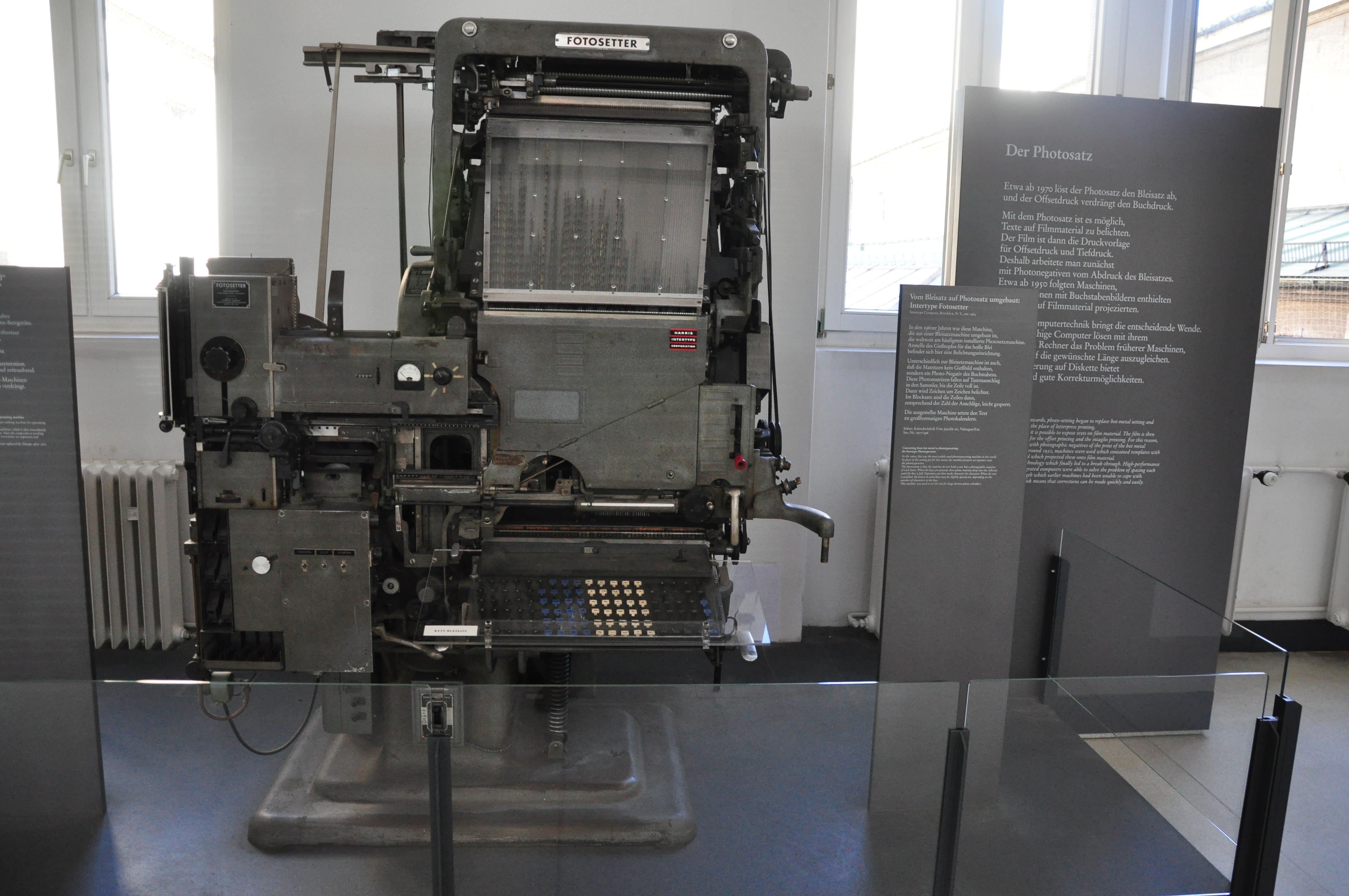
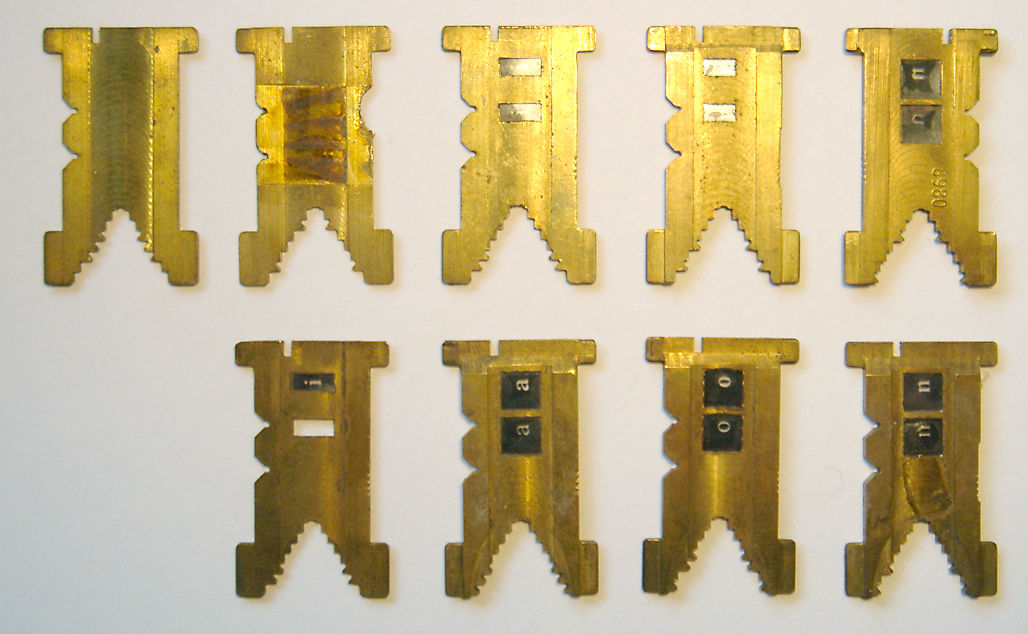
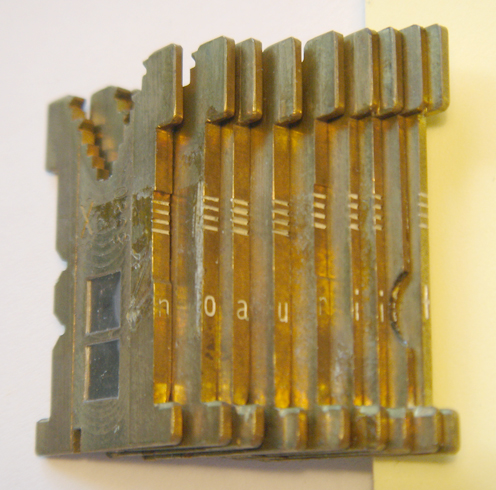
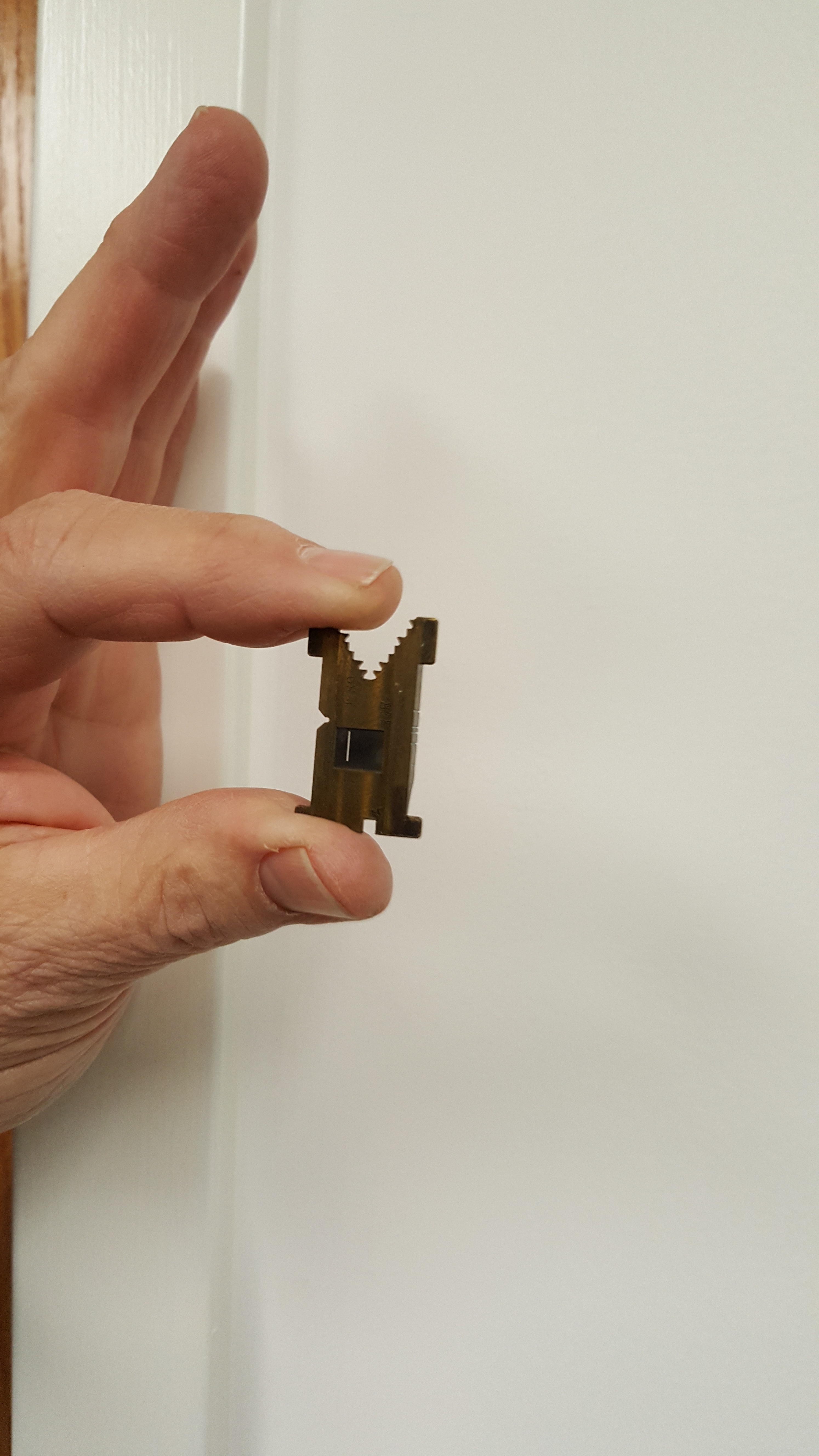